# Kanesh
Kanesh (Tyrkisk: Kaneš) er i dag en landsby i den østlige del af Anatolien, men den var i oldtiden et stort hittitisk handelscentrum. I bronzealderen blev der stor en assyrisk handelskoloni grundlagt i byen, som blomstrede langt ind i jernalderen. 
Den assyriske koloni udgjorde en fjerdedel af byen, men handelen i den var ikke kontrolleret af den assyriske regering, men i stedet af individuelle assyriske familier. De handlede med uld, blik, luksusvarer, madvarer og krydderier. Lertavler, cylindersegl og lerkonvolutter som er fundet på stedet bevidner dette. Teksterne er skrevet på assyrisk, men nogle af dem indeholder også hittitiske låneord, de er nogle af de ældste eksisterende skriftlige overleveringer af et indoeuropæisk sprog.
- Wikimedia Commons har flere filer relateret til Kanes

| Historie | Spire Denne historieartikel er en spire som bør udbygges. Du er velkommen til at hjælpe Wikipedia ved at udvide den. |

38°51′00″N 35°38′00″Ø / 38.85°N 35.633333333333°Ø